# Terqa

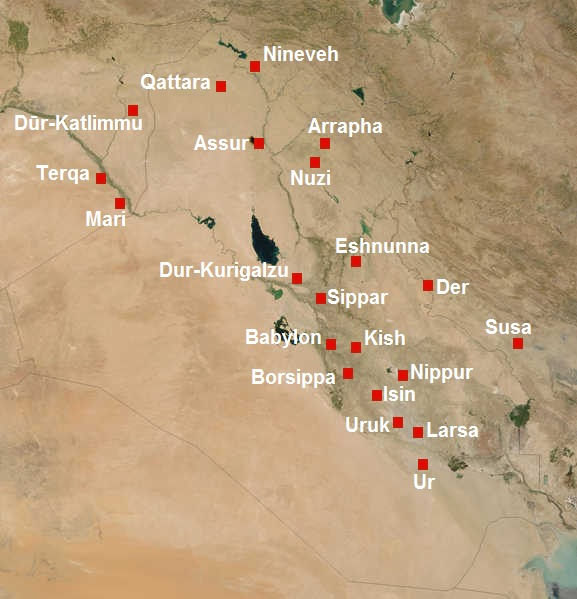
Mesopotamia en el II milenio a. C.

Terqa es el nombre de una ciudad antigua descubierta en la localidad de Tell Ashara a orillas del Éufrates medio, en la gobernación de Deir ez-Zor, Siria, approximadamente 80 km de la frontera con Irak. Era conocida como Sirqu por los asirios.

## Historia
Poco se sabe aún de la historia temprana de Terqa, aunque ya era una ciudad importante, incluso en el período dinástico temprano. 
En el II milenio a. C. estuvo bajo control de Shamshiadad I y después bajo el reino de Mari en la época de Zimri-Lim y por algún tiempo en manos de Babilonia tras la destrucción de Mari por Hammurabi. Terqa llegó a ser la capital del Reino de Khana. Posteriormente estuvo bajo el predominio de los casitas y eventualmente del Imperio Asirio.  Una estela señalado del rey asirio Tukultininurta II fue encontrado en Terqa.
El dios principal de Terqa fue Dagan.

### Reyes de Terqa
| Rey          | Años          | Notas                                                    |
| ------------ | ------------- | -------------------------------------------------------- |
| Yapah-Sumu   | cerca de 1700 |                                                          |
| Isi-Sumu-Abu |               |                                                          |
| Yadikh-Abu   |               | Contemporáneo de Samsu-iluna de Babilonia, 7 nombres año |
| Kastiliyasu  |               | 4 nombres                                                |
| Sunuhru-Ammu |               | 4 nombres                                                |
| Ammi-Madar   |               | 1 nombre                                                 |
| Isar-Lim     |               | 1 nombre                                                 |
| Iaggidim     |               |                                                          |
| Yahdun-Lim   |               |                                                          |
| Iish-Dagan   |               | 1 nombre                                                 |
| Hammurapih   |               | 3 nombres                                                |
| Parshatatar  |               | rey mitani                                               |

## Arqueología
El sitio principal ocupa unos 8,1 ha y unos 18 m de altura. Los restos están parcialmente cubiertos por el moderno poblado de Ashara, lo cual pone límites a la excavación.
El sitio fue excavado brevemente por E. Herzfeld en 1910. En 1923, cinco días de excavaciones fueron dirigidas por François Thureau-Dangin y P. Dhorrne.
Desde 1974 hasta 1986, Terqa fue excavada en diez períodos por un equipo del Instituto Internacional para los Estudios del Área de Mesopotiaa, el Instituto de Arqueología de la Universidad de California en Los Ángeles, la Universidad Johns Hopkins, la Universidad de Arizona y la Universidad de Poitiers. Este equipo estuvo dirigido por Giorgio Buccellati y Marilyn Kelly-Buccellati.
Después de 1987, un equipo francés dirigido por Olivier Rouault de la Universidad de Lyon se hizo cargo de la excavación y continúa trabajando.
Hay 550 tablillas cuneiformes de Terqa en el Museo Deir ez-Zor. 
Las características más notables encontradas hasta ahora en Terqa son:
- La muralla de la ciudad consta de tres muros de mampostería concéntricos, de 6,1 m de alto, que cubren 18 m de ancho, con un foso de 18 m de ancho al frente. Las paredes abarcan una superficie total de alrededor de 24 ha, fueron construidas alrededor del año 3000 a. C. y estaban en uso al menos hasta el 2000 a. C.

- Un templo a Ninkarrak que data del III milenio a. C. En el templo fueron encontrados escarabajos egipcios.[10][11]

- La Casa de Puzurum, donde se encontró un archivo grande importante de tabletas.

### Genética
Fue analizado en 2013 ADN mitocondrial antiguo extraído de los dientes de cuatro individuos que estaban enterrados entre los restos de Terqa y Tell Masaikh (antigua Kar-Assurnasirpal). Los dientes estudiados fueron datados previamente entre el 2500 a. C. y 500 a. C. Se estableció que pertenecían a los haplogrupos de ADN mitocondrial M4b1, M49 y M61, los cuales se estima que se originaron en la zona del subcontinente indio durante el Paleolítico superior y están ausentes en las personas que viven hoy en Siria. Sin embargo, estos haplotipos actualmente presentes entre los habitantes de la India, Pakistán, Tíbet y los Himalayas.